# Nightexpress
Nightexpress é uma empresa da Alemanha que fora fundada em 1984. A empresa está localizada em Frankfurt, na Alemanha.